# Karel Hůla
Kapitán Karel Hůla (* 1. března 1967, Plzeň) je český hasič a záchranář, oceněný v roce 2002 státním vyznamenáním „Za hrdinství“.

## Život
Pochází z obce Horní Lukavice (Plzeň-jih). Původně byl zaměstnán ve Škodě Plzeň, kde pracoval do roku 1992. Poté nastoupil k Okresní správě Sboru požární ochrany Plzeň-jih jako hasič.
Od roku 1994 vykonával funkci instruktora lezecké skupiny na požární stanici Přeštice Okresní správy Sboru požární ochrany Plzeň-jih. V roce 1995 dokončil středoškolské studium v oboru „Požární technika a prevence“. Od roku 1997 byl velitelem družstva na požární stanici Přeštice a v roce 2004–2005 na požární stanici Plzeň – Košutka. Od 1. ledna 2007 vykonával funkci velitele čety na požární stanici Přeštice HZS Plzeňského kraje.
V roce 2001 se stal hlavním instruktorem lezeckých skupin Hasičského záchranného sboru Plzeňského kraje a v témže roce členem Komise pro práce ve výškách a nad volnou hloubkou Generálního ředitelství Hasičského záchranného sboru ČR. V roce 2002 byl jmenován do funkce leteckého examinátora Hasičského záchranného sboru ČR.
Při povodních v roce 2002 velel skupině leteckých záchranářů Hasičského záchranného sboru ČR a společně s letkou Letecké pátrací a záchranné služby Plzeň-Líně přispěl pomocí vrtulníku W 3 A Sokol k záchraně 62 osob z postižených oblastí.
V letech 2011–2014 a 2019 - 2022 vykonával funkci místostarosty a od roku 2022 funkci starosty v obci Horní Lukavice.

## Ocenění
- nositel státního vyznamenání „Za hrdinství“ (2002)[1]
- 2x medaile HZS ČR „Za statečnost“, medaile HZS ČR „Za věrnost III. st.“, medaile HZS ČR „Za věrnost II. st.“, medaile HZS ČR „Za věrnost I. st.“
- medaile „Za zásluhy“ Svazu letců ČR
- nositel „Zlatého záchranářského kříže“ za rok 2006 a 2012